# ジャンバティスタ・バジーレ

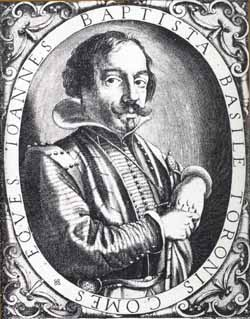
ジャンバティスタ・バジーレ

ジャンバティスタ・バジーレ（Giambattista Basile, 1575年? - 1632年2月23日）は、イタリアの詩人・軍人である。説話集『ペンタメローネ（五日物語、Pentamerone）』の作者として知られている。
ナポリの貧しい家庭に生まれる。幼い頃から詩才を現していたが、生活のために傭兵としてイタリア各地を転々とし、クレタ島（ヴェネツィア共和国領）の警備隊や祖国であるナポリ王国（実質はスペインの一部）軍に加わっていた。
ところが、妹であるアドリアーナが「当代随一の歌姫」としてナポリの支配層の人気を集めるようになると、その縁でバジーレら家族も取り立てられるようになる。妹の後援によって1609年に処女詩集『マドリアーリとオーデ』（Madriali et ode）を刊行すると、次々に詩を発表していった。
だが、このころバジーレが憂慮していたのはイタリア語が全国的に統一傾向が進んで、ナポリが古くから使ってきたいわゆる「ナポリ語」が衰退の危機に晒されていることであった。そこでバジーレは、ナポリ地方に昔から伝わる説話を蒐集する事を思い立った。
『物語の中の物語、即ち幼い者達のための楽しみの場』（Lo cunto de li cunti overo Lo trattenemiento de peccerille）と名付けられたこの説話集はバジーレの死後の1634年にボッカッチョの『デカメロン（十日物語）』に倣って『ペンタメローネ（五日物語、Pentamerone）』と改称されて刊行された。『ペンタメローネ』はヨーロッパにおける童話集のさきがけとなった。